# Район Олави

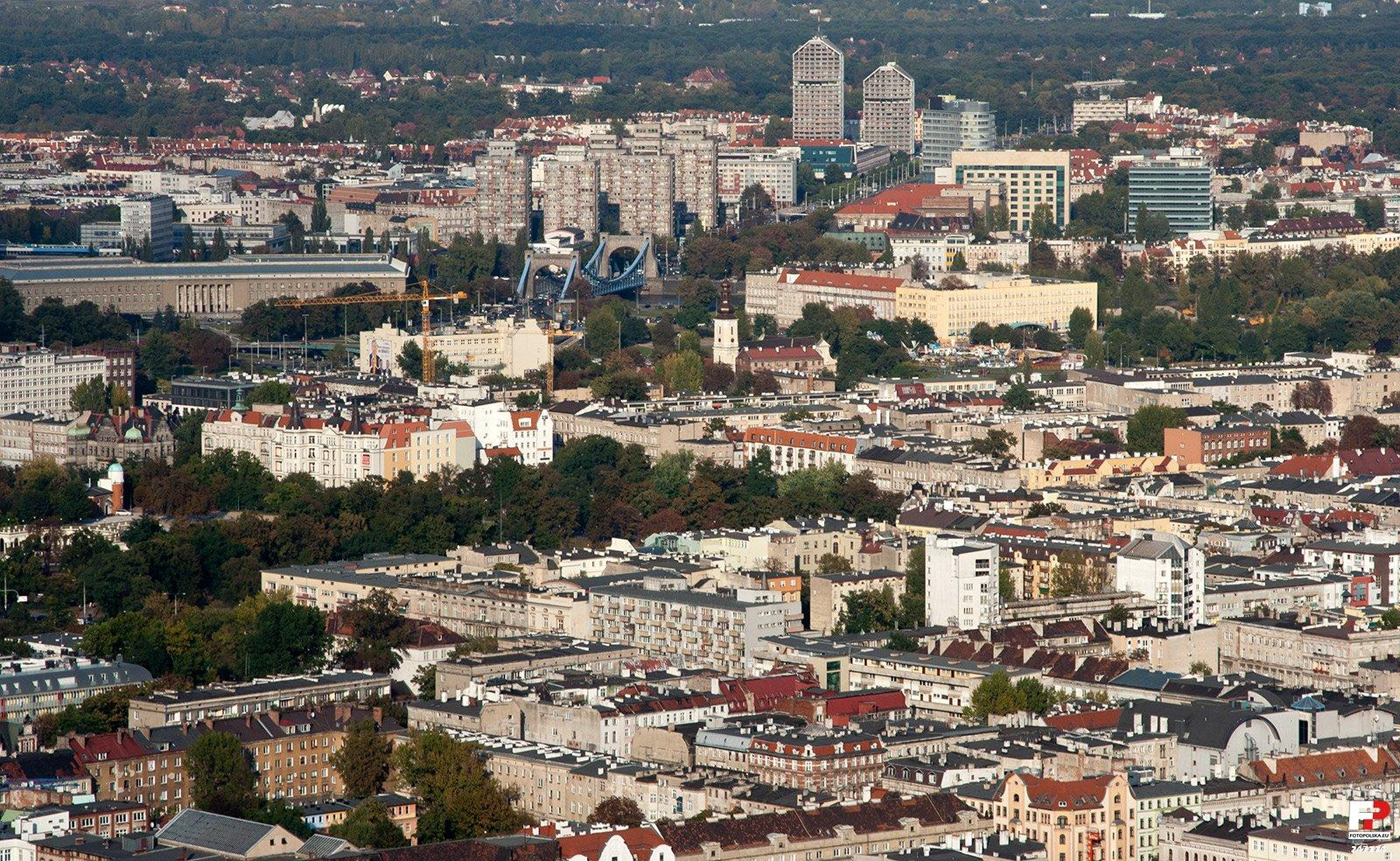
Олавський райнон, за Грюнвальдзким мостом до гуртожитків Кредка та Олувек. Вид з даху хмарочоса Sky Tower.

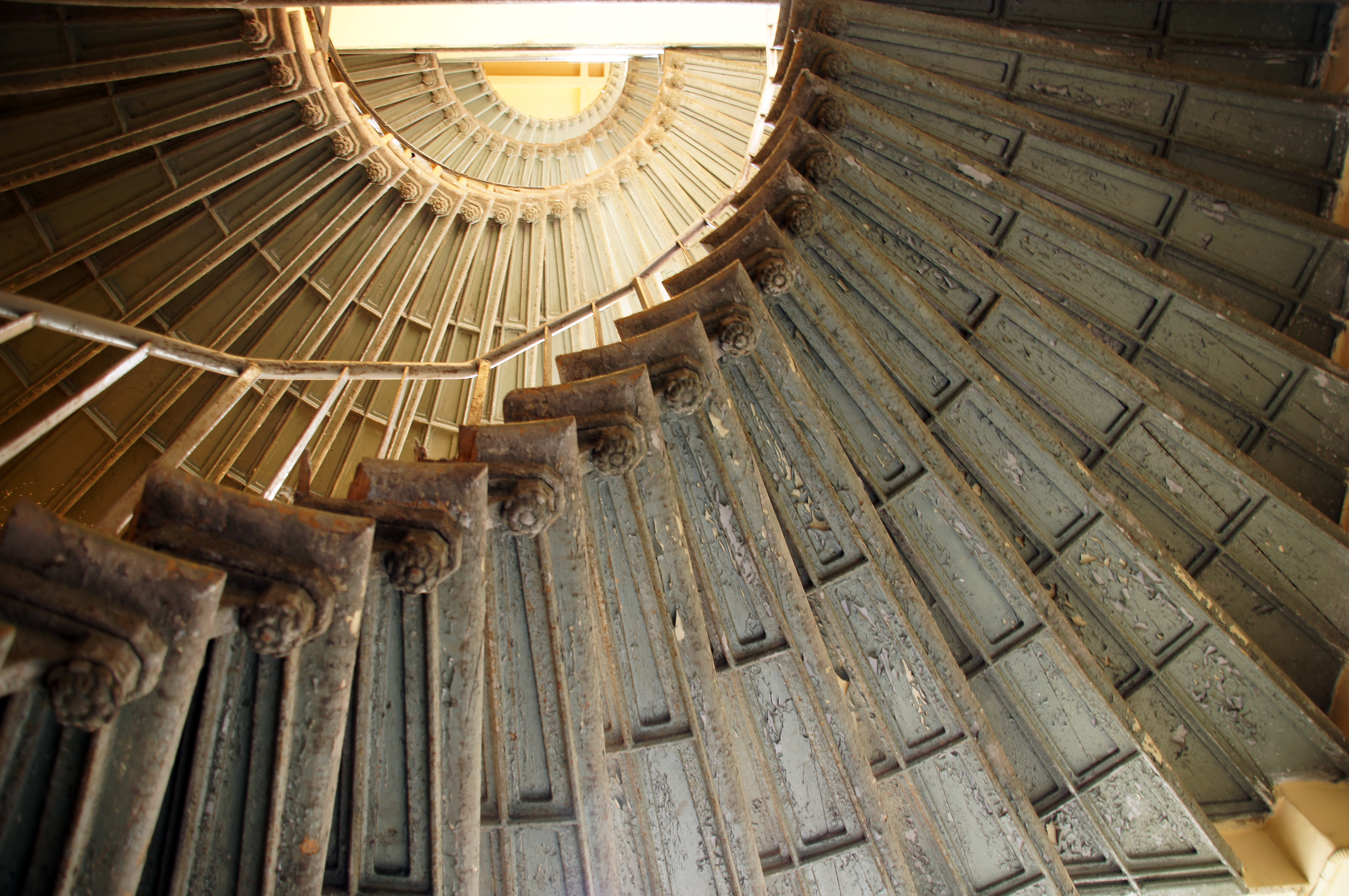
Сходи в багатоквартирному будинку на вулиці Костюшко в Олавському районі.

Олавський район — житловий масив, розташований у східній частині Вроцлава. Район охоплює частину міста, відому як «Бермудський трикутник», і територію між залізничними коліями лінії Вроцлав — Ополе та вул. Дворцова, вул. Подвале та річки Одра та річки Олава на півночі, за декілька хвилин ходьби від Ринкової площі.
На території району також розташовані:
- водонапірна башта На Гроблі
- будівля на вулиці Костюшко під назвою «Тшоноліновець»
- на пл. Згоди, літній палац єпископа Вроцлавського Філіпа Людвіга Зінцендорфа, потім Музей мистецтва, заснований Егмонтом Вебським, сьогодні Етнографічний музей
- церква св. Трійці і монастир братів госпітальєрів
- церква св. Мавриція (XII ст. )
  - фігура св. Яна Непомуцена з 1930-х років. 18 ст., в стіні церковного цвинтаря [2]
- церква св. Лазаря (13 століття) )
- збереглися будівлі лікеро-горілчаної фабрики Карла Ширдевана, що діяла при цій компанії до 1945 року [3].

Через маєток протікає річка Олава, за якою починаються Ніські Лонки (див Парк у Нізьких Лонках). Протягом історії русло річки змінювалося; у 19 столітті протікала Соціальною площею.
До Другої світової війни це був типовий житловий масив Вроцлава, який був майже на 60% зруйнований під час боїв за місто в 1945 році (Festung Breslau). Територія навколо сьогоднішньої пл. Врублевського, як описав у своїй книзі Пауль Пайкерт, священик парафії св. Мавриція.
Олавський район зараз (2016-2018) переживає ревіталізацію, яка передбачає реконструкцію багатоквартирних будинків і заповнення прогалин у забудовах сучасними будівлями (Angel River, Nowa Papiernia).

## Виноски
1. ↑  Кількість мешканців, зареєстрованих для постійного та тимчасового проживання (станом на 31.12.2017)
2. ↑  Figura św. Jana Nepomucena na ul. Traugutta we Wrocławiu. kapliczki.org.pl (пол.). 2013.
3. ↑  Niezwykłe Przedmieście Oławskie

## Зовнішні посилання
- Архівне та сучасне фото Przedmieście Oławskie